# Подлипки (Луховицкий район)
Подли́пки — деревня в Луховицком районе Московской области, входит в сельское поселение Головачёвское. Ранее село относилось к Выкопанскому сельскому округу.
Деревня Подлипки находится в 130 км от МКАД по рязанскому направлению. Деревня небольшая — в ней по данным 2006 года живёт 27 человек. В летнее время численность жителей в деревне увеличивается за счёт дачников. В деревне есть улица Мичуринская. Школы в деревне нет, ближайшая школа находится в поселке Сельхозтехника.
Деревня Подлипки расположена на берегу одного из притоков реки Вобли (приток Оки). Рядом с деревней на реке есть небольшое озеро. Расстояние до реки Оки 5 км. Ближайшие населённые пункты к деревне: Ивачево — 1,7 км; Сельхозтехника — 1,8 км и Головачёво — 2 км. В 1,5 км от деревни расположена железнодорожная станция Подлипки.

## Расположение
- Расстояние от административного центра поселения — деревни Головачёво
  - 2 км на северо-восток от центра деревни
  - 2 км по дороге от границы деревни
- Расстояние от административного центра района — города Луховицы
  - 8 км на восток от центра города
  - 9 км по дороге от границы города (по Новорязанскому шоссе и далее через Головачёво)
  - 14,5 км по дороге от границы города (через Красную Пойму, Двуглинково и Псотино)

## Транспорт
Деревня Подлипки связана автобусным сообщением с райцентром городом Луховицы и некоторыми сёлами Луховицкого района — деревня является конечным пунктом автобусного маршрута № 33 Луховицы — Головачёво — Подлипки.
До станции Подлипки также ходит автобус № 32 Луховицы — Красная Пойма — Подлипки.
В 800 метрах к северо-востоку от деревни также расположена железнодорожная станция Подлипки Рязанского направленияМосковской железной дороги через которую следуют в том числе следуют электропоезда маршрута Москва — Рязань I / Рязань II.

## Люди, связанные с деревней
Черёмушкин Николай Петрович, житель деревни Подлипки, является директором муниципального общеобразовательного учреждения «Выкопанская средняя общеобразовательная школа» (д. Выкопанка). В 2005 году Черёмушкин Н. П. получил именную премию Губернатора Московской области для работников
образовательных учреждений.